# روبرت بوش
روبرت بوش (بالألمانية: Robert August Bosch)‏ (و. 1861 – 1942 م) هو رائد أعمال، ومخترِع، وحرفي، ومهندس ألماني، توفي في شتوتغارت، عن عمر يناهز 81 عاماً.